# Burimka (obwód połtawski)
Burimka (ukr. Бурімка) – wieś na Ukrainie, w obwodzie połtawskim, w rejonie krzemieńczuckim, w hromadzie Semeniwka. W 2001 liczyła 411 mieszkańców, spośród których 398 wskazało jako ojczysty język ukraiński, 7 rosyjski, 4 mołdawski, a 2 inny.